# Robert Kiyosaki
Robert Toru Kiyosaki (Hilo, 8 aprile 1947) è un imprenditore e scrittore statunitense, noto per avere pubblicato il best seller Rich Dad, Poor Dad, avere creato il gioco educativo Cashflow 101 e avere dato vita ad una società di consulenza finanziaria. Ha scritto 26 libri, tra cui un paio a quattro mani con Donald Trump, pubblicato in Italia con il titolo Perché vogliamo che tu sia ricco.

## Biografia
Nato e cresciuto alle Hawaii, Robert Kiyosaki è un nippo-americano di quarta generazione. Il padre fu un provveditore agli studi e insegnante. Dopo essersi laureato a New York, si unì al corpo dei Marines e servì durante la guerra del Vietnam come elicotterista. Dopo il conflitto, lavorò per la Xerox Corporation e nel 1977 fondò una ditta che portò sul mercato il primo portafogli in nylon con chiusura in velcro.
Nel 1985 fondò una società internazionale che in seguito ha fornito a migliaia di studenti una solida istruzione finanziaria. Nel 1994 vendette la società, pubblicò il best seller Rich Dad, Poor Dad e creò il gioco educativo Cashflow 101. Nel 1997 fondò l'azienda Cashflow Technologies, Inc., attraverso la quale si occupa di gestire i marchi Rich Dad e Cashflow.
È stato criticato per aver sostenuto pratiche di dubbia legalità, percepite come filosofia "per arricchirsi velocemente". Kiyosaki è oggetto di una class action intentatagli da persone che hanno partecipato ai suoi seminari ed è stato oggetto di due documentari investigativi della CBC Canada e della WTAE USA. La società di Kiyosaki, Rich Global LLC, ha dichiarato bancarotta nel 2012.
Kiyosaki vive a Phoenix, in Arizona, con sua moglie Kim, anch'essa investitrice, principalmente nel settore immobiliare. Kim appare spesso nelle copertine dei libri del marito, in Come ci siamo liberati dal debito cattivo del 2012  appaiono tutti e due.

## Opere

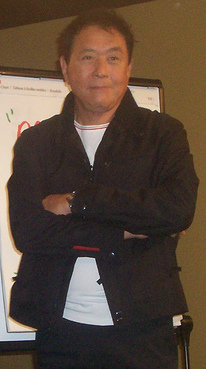
Kiyosaki nel 2006

Kiyosaki è noto per la sua serie di libri motivazionali Rich Dad e in particolare per il suo primo libro Rich Dad Poor Dad (Padre ricco, padre povero), che ha avuto un grande successo di vendite. Ha scritto più di 20 libri, che hanno venduto complessivamente un totale di oltre 26 milioni di copie.
Kiyosaki ha inoltre scritto un libro insieme a Donald Trump, pubblicato anche in Italia con il titolo Perché vogliamo che tu sia ricco.

## Consulenza aziendale e finanziaria
Kiyosaki opera attraverso una serie di società che possiede in tutto o in parte, e attraverso accordi di franchising con altre società autorizzate a utilizzare il suo nome a pagamento. Ciò include Rich Dad LLC, Whitney Information Network, Rich Dad Education e Rich Dad Academy.